# Canton de Fontaine-Seyssinet
Le canton de Fontaine-Seyssinet est une circonscription électorale française située dans le département de l'Isère et la région Auvergne-Rhône-Alpes.

## Géographie
Ce canton est organisé autour de Fontaine dans l'arrondissement de Grenoble. Son altitude varie de 202 m (Fontaine) à 1 897 m (Seyssins) pour une altitude moyenne de 260 m.

## Histoire
Le canton de Fontaine-Seyssinet a été créée par le décret du 24 janvier 1985 à la suite du démantèlement des anciens cantons de Villard-de-Lans et de Sassenage.
Un nouveau découpage territorial de l'Isère entre en vigueur à l'occasion des élections départementales de 2015. Il est défini par le décret du 18 février 2014, en application des lois du 17 mai 2013 (loi organique 2013-402 et loi 2013-403). Les conseillers départementaux sont, à compter de ces élections, élus au scrutin majoritaire binominal mixte. Les électeurs de chaque canton élisent au Conseil départemental, nouvelle appellation du Conseil général, deux membres de sexe différent, qui se présentent en binôme de candidats. Les conseillers départementaux sont élus pour 6 ans au scrutin binominal majoritaire à deux tours, l'accès au second tour nécessitant 12,5 % des inscrits au 1er tour. En outre la totalité des conseillers départementaux est renouvelée. Ce nouveau mode de scrutin nécessite un redécoupage des cantons dont le nombre est divisé par deux avec arrondi à l'unité impaire supérieure si ce nombre n'est pas entier impair, assorti de conditions de seuils minimaux. Dans l'Isère, le nombre de cantons passe ainsi de 58 à 29. Le canton d'Échirolles est agrandi par ce décret.
Il est formé de communes des anciens cantons de Fontaine-Seyssinet (2 communes + 1 fraction) et de Vif (1 commune). Il est entièrement inclus dans l'arrondissement de Grenoble. Le bureau centralisateur est situé à Fontaine.

## Représentation

### Représentation avant 2015
| Période | Période | Identité                   | Étiquette | Qualité |
| ------- | ------- | -------------------------- | --------- | --- |
| 1985    | 1988    | Edmond Aguiard (1920-1999) | DVD       | Maire de Seyssinet-Pariset (1970-1995)                                                                           |
| 1988    | 2001    | Didier Migaud              | PS        | Juriste Député (1988-2010) Maire de Seyssins (1995-2010) Président de la CA Grenoble-Alpes Métropole (1995-2010) |
| 2001    | 2015    | Catherine Brette           | Verts-EÉ  | Enseignante Adjointe au maire de Seyssins                                                                        |

### Représentation à partir de 2015
| Période élective | Période élective | Mandat | Mandat   | Identité            | Nuance | Nuance | Qualité                                          |
| ---------------- | ---------------- | ------ | -------- | ------------------- | ------ | ------ | ------------------------------------------------ |
| 2015             | 2021             | 2015   | 2021     | Khadra Gaillard     |        | PCF    | Conseillère municipale de Fontaine jusqu'en 2020 |
| 2015             | 2021             | 2015   | 2021     | Guillaume Lissy     |        | PS     | Maire de Seyssinet-Pariset (depuis 2020)         |
| 2021             | 2028             | 2021   | en cours | Anne-Sophie Chardon |        | DVC    | Adjointe au maire de Fontaine                    |
| 2021             | 2028             | 2021   | en cours | Christophe Revil    |        | DVC    | Maire de Claix                                   |

### Résultats détaillés

#### Élections de mars 2015
À l'issue du 1er tour des élections départementales de 2015, deux binômes sont en ballottage : Khadra Gaillard et Guillaume Lissy (Union de la Gauche, 36,5 %) et François Gilabert et Marie-Noëlle Strecker (Union de la Droite, 26,29 %). Le taux de participation est de 50,75 % (13 332 votants sur 26 271 inscrits) contre 49,24 % au niveau départemental et 50,17 % au niveau national.
Au second tour, Khadra Gaillard et Guillaume Lissy (Union de la Gauche) sont élus avec 53,46 % des suffrages exprimés et un taux de participation de 49,83 % (6 490 voix pour 13 095 votants et 26 277 inscrits).

#### Élections de juin 2021
Le premier tour des élections départementales de 2021 est marqué par un très faible taux de participation (33,26 % au niveau national). Dans le canton de Fontaine-Seyssinet, ce taux de participation est de 32,72 % (8 691 votants sur 26 564 inscrits) contre 31,88 % au niveau départemental. À l'issue de ce premier tour, deux binômes sont en ballottage : Claudine Didier et Sylvain Prat (Union à gauche, 42,5 %) et Anne-Sophie Chardon et Christophe Revil (DVC, 38,84 %).
Le second tour des élections est marqué une nouvelle fois par une abstention massive équivalente au premier tour. Les taux de participation sont de 34,36 % au niveau national, 32,23 % dans le département et 33,57 % dans le canton de Fontaine-Seyssinet. Anne-Sophie Chardon et Christophe Revil (DVC) sont élus avec 51,56 % des suffrages exprimés (4 345 voix pour 8 919 votants et 26 570 inscrits),,.

## Composition

### Composition de 1985 à 2015
Le canton de Fontaine-Seyssinet regroupait :
- deux communes entières : Seyssinet-Pariset et Seyssins,
- la portion de territoire de la commune de Fontaine située au Sud d'une ligne définie par l'axe des voies ci-après : boulevard Paul-Langevin (à partir de la limite de la commune de Sassenage jusqu'à la rue Jean-Prévost), rue Jean-Prévost, rue Garibaldi, rue Henri-Roudet, avenue du Vercors (jusqu'à la rue Yves-Farges), rue Yves-Farges (jusqu'à la rue Charles-Michels), rue Charles-Michels, rue du Doyen-Gosse, avenue du Vercors jusqu'à la limite territoriale de la commune de Grenoble.

### Composition depuis 2015
| Nom                              | Code Insee | Intercommunalité         | Superficie (km2) | Population (dernière pop. légale)                | Densité (hab./km2) | Modifier                                    |
| -------------------------------- | ---------- | ------------------------ | ---------------- | ------------------------------------------------ | ------------------ | ------------------------------------------- |
| Fontaine (bureau centralisateur) | 38169      | Grenoble-Alpes Métropole | 6,74             | Fraction : 11 089 (2022) Commune : 22 471 (2022) | 3 334              | modifier les données · modifier les données |
| Claix                            | 38111      | Grenoble-Alpes Métropole | 24,12            | 7 840 (2022)                                     | 325                | modifier les données · modifier les données |
| Seyssinet-Pariset                | 38485      | Grenoble-Alpes Métropole | 10,65            | 11 784 (2022)                                    | 1 106              | modifier les données · modifier les données |
| Seyssins                         | 38486      | Grenoble-Alpes Métropole | 8,00             | 8 087 (2022)                                     | 1 011              | modifier les données · modifier les données |
| Canton de Fontaine-Seyssinet     | 3806       |                          |                  | 38 800 (2022)                                    |                    | modifier les données                        |

Le nouveau canton de Fontaine-Seyssinet est composé de :
1. trois communes entières,
2. la partie de la commune de Fontaine située au sud d'une ligne définie par l'axe des voies et limites suivantes : depuis la limite territoriale de la commune de Seyssinet-Pariset, rue du Commandant-Lenoir, rue de l'Abbé-Vincent, place Henri-Chapays, boulevard Paul-Langevin, rue Jean-Prévost, rue Garibaldi, rue Henri-Roudet, rue des Alpes, rue Charles-Michels, rue du Docteur-Valois, avenue du Vercors, boulevard Joliot-Curie, rue Henri-Wallon, rue Paul-Vaillant-Couturier, piste cyclable, cours du Drac, jusqu'à limite territoriale de la commune de Grenoble.

## Démographie

### Démographie avant 2015
| 1962  | 1968   | 1975   | 1982   | 1990   | 1999   | 2006   | 2011   | 2012   |
| ----- | ------ | ------ | ------ | ------ | ------ | ------ | ------ | ------ |
| 5 546 | 12 442 | 16 068 | 17 914 | 29 220 | 29 541 | 29 650 | 28 563 | 28 372 |

### Démographie depuis 2015
En 2022, le canton comptait 38 800 habitants, en évolution de +1,98 % par rapport à 2016 (Isère : +3,07 %, France hors Mayotte : +2,11 %).
| 2013   | 2018   | 2022   |
| ------ | ------ | ------ |
| 37 391 | 39 063 | 38 800 |